# Буздуган (село)
Буздуган (рум. Buzdugan) — село у повіті Вилча в Румунії. Входить до складу комуни Пеушешть.
Село розташоване на відстані 169 км на північний захід від Бухареста, 19 км на захід від Римніку-Вилчі, 85 км на північ від Крайови, 132 км на південний захід від Брашова.

## Населення
За даними перепису населення 2002 року у селі проживали 573 особи, усі — румуни. Усі жителі села рідною мовою назвали румунську.